# Spongia suriganensis
Spongia suriganensis är en svampdjursart som beskrevs av Wilson 1925. Spongia suriganensis ingår i släktet Spongia och familjen Spongiidae. Inga underarter finns listade i Catalogue of Life.